# Bucatini
Les bucatini (singulier : bucatino) sont un type de pâtes alimentaires longues et creuses, originaires traditionnellement de la région du Latium.

## Description
Leur nom vient de l'italien bucato, qui signifie « percé ». D'une longueur de 25 à 30 cm et de 3 mm de diamètre, les bucatini se situent à mi-chemin entre les pâtes de longues dimensions et les pâtes courtes à forme tubulaire. Leur temps moyen de cuisson est de neuf minutes, c'est-à-dire d'une durée similaire à celle des spaghettis, bien que leur diamètre soit plus important, ceci étant compensé par le passage de l'eau dans la tubulure.
Ils s'accompagnent habituellement d'une amatriciana bianca (dite aussi à la gricia) ou rossa (avec tomates, de la pancetta ou du guanciale, comme cela est traditionnellement préparé dans la cuisine du Latium) ainsi que d'autres sauces comme une carbonara.